# Хосечо
Хосе Ромеро Уртасун (ісп. José Romero Urtasun, нар. 25 лютого 1977, Памплона), відомий як Хосечо (ісп. Josetxo) — іспанський футболіст, що грав на позиції центрального захисника, насамперед за «Осасуну».

## Клубна кар'єра
Народився 25 лютого 1977 року в місті Памплона. Вихованець футбольної школи клубу «Осасуна». У дорослому футболі дебютував 1995 року виступами його другу команду, а з наступного сезону почав долучатися до заявки головної команди рідного клубу, що грала в Сегунді. 
Частину 2000 року провів у друголіговому «Ейбарі», а в сезоні 2001/02 дебютував в іграх найвищого іспанського дивізіону, куди на той час пробилася його рідна «Осасуна». Відтожі швидко став гравцем її основного складу і відіграв за неї десять сезонів у Ла-Лізі, взявши за цей участь у понад 200 іграх першості Іспанії.
2011 року перейшов до друголігової «Уеска», де і провів останній сезон своєї професійної кар'єри.

## Виступи за збірну
1997 року провів одну гру в складі юнацької збірної Іспанії (U-20).